# Pléguien
Pléguien település Franciaországban, Côtes-d’Armor megyében. Lakosainak száma 1440 fő (2022. január 1.). Pléguien Lannebert, Lantic, Lanvollon, Plouha, Plourhan, Pludual, Tréguidel és Tressignaux községekkel határos.

## Népesség
A település népességének változása:
| Lakosok száma | 916  | 816  | 824  | 1053 | 1282 | 1311 | 1325 | 1353 | 1383 | 1440 |
|               | 1968 | 1982 | 1990 | 2006 | 2013 | 2015 | 2017 | 2019 | 2020 | 2022 |